# Схід — Захід (газопровід)
Схід — Захід — трубопровід в Туркменістані, що сполучає основний газовидобувний район на південному сході країни із прикаспійським регіоном.
Трубопровід, який ввели в експлуатацію у 2015 році, має довжину 773 км. Він починається у Марийському велаяті від компресорної станції «Шатлик» на трасі газотранспортного коридору Довлетабад — Дер'ялик та тягнеться у Балканський велаят до компресорної станції «Белек», яка обслуговує трубопровід Окарем — Гарабогаз. Більша частина траси проходить в одному коридорі з газопроводом Шатлик — Ашгабат — Гумдаг, із яким облаштовані перемички в районах Теджену, Ашгабату, Бамі та у Балканському велаяті.
Трубопровід виконаний в діаметрі труб 1420 мм та за умови спорудженні всіх восьми запроектованих компресорних станцій може забезпечити пропускну здатність системи на рівні 30 млрд.м3 на рік. Втім, до реалізації проекту Транскаспійського газопроводу немає потреби у транспортуванні таких великих обсягів блакитного палива між сходом та заходом Туркменії і станом на першу половину 2020-х «Схід — Захід» використовується для забезпечення внутрішніх потреб. Зокрема, серед нових великих споживачів природного газу можливо згадати виробництво синтетичного рідкого палива у Овадан-Депе (стало до ладу в 2019—2020 роках і потребує 2 млрд м3 на рік), ТЕС Ахал і ТЕС Дервеза (введені у 2014-му та 2015-му), склозавод у Овадан-Депе (2018 рік).